# جاشوا هونگ
جاشوا هونگ (انگلیسی: Joshua Hong؛ زادهٔ ۳۰ دسامبر ۱۹۹۵) خواننده، و رقصنده اهل ایالات متحده آمریکا است.